# Giuseppe Vespa
Giuseppe Vespa (Piancastagnaio, 6 gennaio 1727 – Vienna, 1804) è stato un medico italiano.
Vespa conseguì la matricola professionale a Firenze nel 1751. Nel 1756 venne inviato a Parigi, per perfezionarsi all'Istituto Ostetrico André Levret, a spese del governo toscano. Tornato a Firenze, gli venne affidato l'insegnamento nella scuola di ostetricia inaugurata nel 1756 presso l'Ospedale di Santa Maria Nuova, cui si affiancò un corso per levatrici. Del 1761 è il suo trattato Dell'arte ostetricia. Nel 1769 venne nominato docente a Pisa. Designato Medico Ostetrico di Corte, nel 1772 fu esonerato dall'incarico a Santa Maria Nuova. Abbandonato l'insegnamento, nel 1790 seguì a Vienna il granduca di Toscana Pietro Leopoldo, nominato Imperatore d'Austria.

## Opere
Dell'arte ostetricia, Firenze, appresso Andrea Bonducci, 1761